# Kurusjärvi, Lappland
Kurusjärvi är en sjö i Kiruna kommun i Lappland och ingår i Torneälvens huvudavrinningsområde. Sjön har en area på 0,687 kvadratkilometer och ligger 382 meter över havet.

## Delavrinningsområde
Kurusjärvi ingår i det delavrinningsområde (759044-177973) som SMHI kallar för Utloppet av Kurusjärvi. Medelhöjden är 393 meter över havet och ytan är 4,42 kvadratkilometer. Det finns inga avrinningsområden uppströms utan avrinningsområdet är högsta punkten. Vattendraget som avvattnar avrinningsområdet har biflödesordning 5, vilket innebär att vattnet flödar genom totalt 5 vattendrag innan det når havet efter 416 kilometer. Avrinningsområdet består mestadels av skog (68 procent) och sankmarker (14 procent). Avrinningsområdet har 0,82 kvadratkilometer vattenytor vilket ger det en sjöprocent på 18,6 procent.